# Pasecznik trójpręgi
Pasecznik trójpręgi (Funambulus tristriatus) – gatunek gryzonia z podrodziny wiewiórczaków (Callosciurinae) w rodzinie wiewiórkowatych (Sciuridae). Po raz pierwszy gatunek naukowo opisał w 1837 brytyjski przyrodnik George Robert Waterhouse na łamach redagowanego przez Edwarda Charleswortha „The Magazine of natural history” nadając nazwę naukową Sciurus tristriatus. Określona przez Waterhouse'a typowa lokalizacja: „bardziej południowe części Hindustanu”, została w 1905 i 1965 skorygowana do Ghatów Zachodnich, Cosouth na 12° N, Indie. Pasecznik trójpręgi występuje na zachodnim wybrzeżu Indii, od 20° N do południowego przylądka Półwyspu Indyjskiego – na wysokości do ok. 700–2100 m n.p.m. Międzynarodowa Unia Ochrony Przyrody (IUCN) wymienia Funambulus tristriatus w Czerwonej księdze gatunków zagrożonych jako gatunek najmniejszej troski (LC – least concern). F. tristriatus obejmuje 2 podgatunki

## Systematyka
Po raz pierwszy gatunek naukowo opisał w 1837 brytyjski przyrodnik George Robert Waterhouse na łamach redagowanego przez Edwarda Charleswortha „The Magazine of natural history” nadając nazwę naukową Sciurus tristriatus. Określona przez Waterhouse'a typowa lokalizacja: „bardziej południowe części Hindustanu”, została w 1905 i 1965 skorygowana do Ghatów Zachodnich, Cosouth na 12° N, Indie.
W obrębie gatunku F. tristriatus wyróżniane są 2 podgatunki:
- F. t. tristriatus Waterhouse, 1837 – na zachodnim wybrzeżu Indii, pomiędzy 20° N i 12° N,
- F. t. numarius Wroughton, 1916 – na zachodnim wybrzeżu Indii, od 12° N do południowego przylądka Półwyspu Indyjskiego.

## Nazewnictwo
W wydanej w 2015 roku przez Muzeum i Instytut Zoologii Polskiej Akademii Nauk publikacji „Polskie nazewnictwo ssaków świata” dla gatunku Funambulus tristriatus zaproponowano nazwę pasecznik trójpręgi.

## Budowa ciała
Pasecznik trójpręgi jest największym gatunkiem wśród przedstawicieli rodzaju Funambulus. Na ciemnym grzbiecie widoczne są trzy jasne, podłużne pasy, a odstęp między nimi jest wybarwiony na kolor blady. Na ogonie widoczny jest czerwony pas. Paski F. t. tristriatus są węższe i bardziej matowe niż u podgatunku F. t. numarius.
|                         | średni wymiar samce | średni wymiar samice |
| ----------------------- | ------------------- | -------------------- |
| długość tułowia z głową | 160 mm              | 159 mm               |
| długość ogona           | 143 mm              | 139 mm               |
| masa ciała              | 139 g               |                      |

## Tryb życia
Paseczniki trójpręgie wiodą dobowy i półnadrzewny tryb życia. Zwierzęta żyją około 3 lata. Podczas badań przeprowadzonych w indyjskim Karnataka w 1978 i 1979 naukowcy określili gęstość zasiedlenia gatunku odpowiednio na 3,2 i 2,5 osobnika na hektar.

### Rozród
Rozród paseczników trójpręgich nie wykazuje sezonowości. Samica rodzi średnio 2,3 lub 2,6 młodych w jednym miocie. Młode po narodzinach są ślepe i nagie. Tułów z głową noworodków ma długość 42–51 mm, ogona 22–32 mm, przy masie ciała 4,5–7,2 g. Oczy otwierają po 24–30 dniach, a usamodzielniają się po 60–69 dniach życia.

## Rozmieszczenie geograficzne
Określona przez Waterhouse'a typowa lokalizacja: „bardziej południowe części Hindustanu”, została w 1905 i 1965 skorygowana do Ghatów Zachodnich, Cosouth na 12° N, Indie. Pasecznik trójpręgi występuje na zachodnim wybrzeżu Indii, od 20° N do południowego przylądka Półwyspu Indyjskiego – na wysokości do ok. 700–2100 m n.p.m. Szczegóły lokalizacji podgatunków są zawarte w sekcji Systematyka.

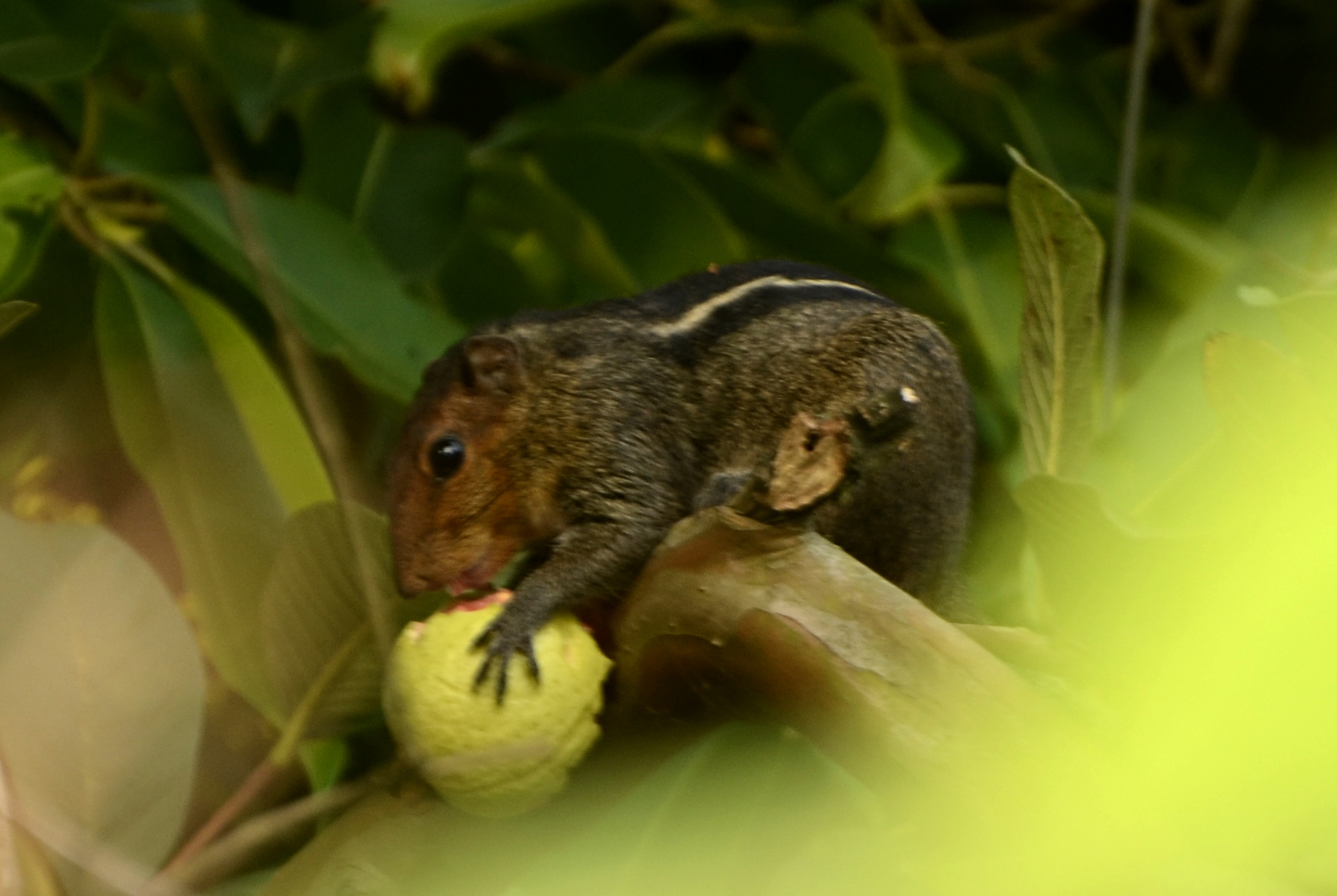
Pasecznik trójpręgi żerujący na owocu gujawy pospolitej

## Ekologia
Paseczniki trójpręgie w znacznej mierze odżywiają się roślinami uprawnymi, w tym męskimi kwiatami palmy kokosowej (arekowate) i ziarnami niełuskanego ryżu. Chętnie zjada także termity, gąsienice, chrząszcze, czerwce i inne szkodniki uprawne. Brak szczegółowych informacji na temat diety w środowisku naturalnym.

### Siedlisko
Paseczniki trójpręgie występują w obrębie zimozielonych liściaste lasów deszczowych, na polach uprawnych i pastwiskach Ghatów Zachodnich i południowo-zachodnich Indii. Chętnie wybiera plantacje herbaty, kardamonu i kawy. 
Paseczniki trójpręgie budują na drzewach kuliste gniazda o średnicy (średnio) 22 cm. Gniazda lokowane są na wysokości 2–29 m nad poziomem terenu, ale większość jest budowana poniżej 10 m (mediana 5 m).

## Ochrona
Paseczniki trójpręgie nie są chronione żadnymi przepisami. Międzynarodowa Unia Ochrony Przyrody (IUCN) wymienia Funambulus tristriatus w Czerwonej księdze gatunków zagrożonych jako gatunek najmniejszej troski (LC – least concern). Jest to gatunek występujący lokalnie, ale w ciągu ostatnich 20 lat zaobserwowano spadek populacji o ponad 10%. Przyczyną jest utrata siedlisk i akcje zwalczania szkodników. Biorąc pod uwagę fakt występowania systematycznego i narastającego zjawiska zastępowania rodzimych gatunków drzew na plantacjach kawy i kardamonów gatunkami egzotycznymi (których paseczniki najwyraźniej unikają), prognozowany jest dalszy spadek o ponad 10% w ciągu następnych dziesięciu lat. 